# Sierra Madre Oriental
Sierra Madre Oriental är en bergskedja i Mexiko. Den ligger i den centrala delen av landet, 290 km norr om huvudstaden Mexico City. Sierra Madre Oriental är en del av Kordiljärerna, en sammanlänkning av bergskedjor (Cordillera) som en nästan oavbruten sekvens som bildar den västra "ryggraden" av Nordamerika, Centralamerika, Sydamerika och Antarktis.

## Sträckning
Med en sträckning av 1.000 kilometer går Sierra Madre Oriental från Rio Grande på gränsen mellan Coahuila och Texas söderut genom Nuevo León, sydväst om Tamaulipas, San Luis Potosí, Querétaro, och Hidalgo till norra Puebla, där den ansluter till den öst-västligt belägna Eje Volcánico Transversal i centrala Mexiko. Den nordligaste delen är Sierra del Burro och Sierra del Carmen som når gränsen till USA vid Rio Grande. Norr om Rio Grande fortsätter bergskedjan mot nordväst vidare som Davis- och Guadalupebergen inom Texas.
Gulfkustslätten i Mexiko ligger öster om bergskedjan, mellan bergen och Mexikanska golfen. Den mexikanska platån, som i genomsnitt är på 1100 meter höjd över havet, ligger mellan Sierra Madre Oriental och Sierra Madre Occidental längre västerut. Klimatet i Sierra Madre Oriental är torrare än regnskogsområden längre söderut.
Den högsta punkten i Sierra Madre Oriental är Cerro San Rafael, på 3700 meter över havet, är även högsta punkten i delstaten Coahuila och den andra i Mexiko.  

## Ekologi
Denna långa rad av höga berg är känd för sin rika biologiska mångfald och ett stort antal endemiska arter av växter och djur, från den torra delen i norr till våtare söderut. Sierra Madre Orientals tall-ekskogar finns på hög höjd i intervallet 1 000–3 500 meter över havet. I öster upptar Tamaulipan Matorral bergskedjans nedre sluttningarna i Nuevo León och norra Tamaulipas, medan Veracruz' fuktiga skogar täcker de lägre sluttningarna av det centrala området, medan de östra sluttningar på södra delen av bergskedjan är plats för de höglänta skogarna. Väster om bergskedjan finns mexikanska platån med öknar och buskstäpper, såsom Chihuahuaöknen i norr, Meseta Central Matorral på den centrala delen av platån och Centralmexikanska Matorral på den södra platån.
En stor del av djurlivet kan också hittas i Sierra Madre Occidental, som löper parallellt med dessa berg längs västra Mexiko.

### Hot och bevarande
De ursprungliga livsmiljöerna har kraftigt minskat genom behov av betesmark för boskap och skogsavverkning under hundratals år. Skyddade områden är Cumbres de Monterrey nationalpark i Mexiko och Big Bend National Park i Texas. Biosfären El Cielo i Tamaulipas bevarar de nordligaste tropiska regnskogarna i Mexiko och omfattande tempererade molnskogar.